# Loredana Marchiloopbrug
De Loredana Marchiloopbrug is een fiets- en voetgangersbrug op de grens van de Belgische gemeenten Brussel en Sint-Jans-Molenbeek. De brug loopt over het Kanaal Charleroi-Brussel.
De brug werd vernoemd naar Loredana Marchi, een plaatselijke sociaal werkster en directrice van de vzw Foyer.

## Geschiedenis
De Loredana Marchiloopbrug opende in september 2021. Ongeveer gelijktijdig werden verderop over hetzelfde kanaal twee andere fiets- en voetgangersbruggen gebouwd, de Fatima Mernissiloopbrug en de Suzan Danielbrug. De werken werden uitgevoerd door Beliris.